# 中國香港飛行總會

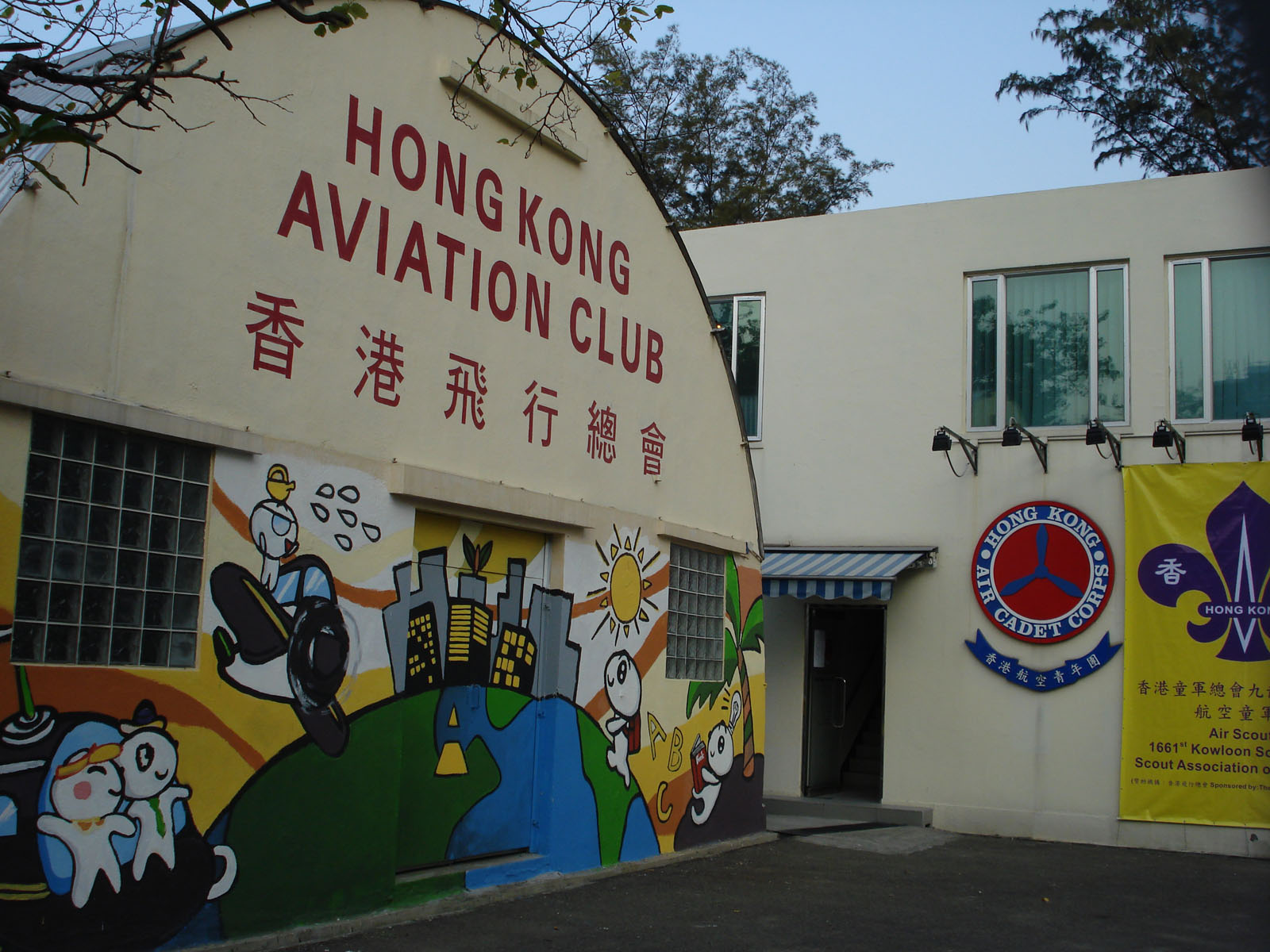
香港飛行總會

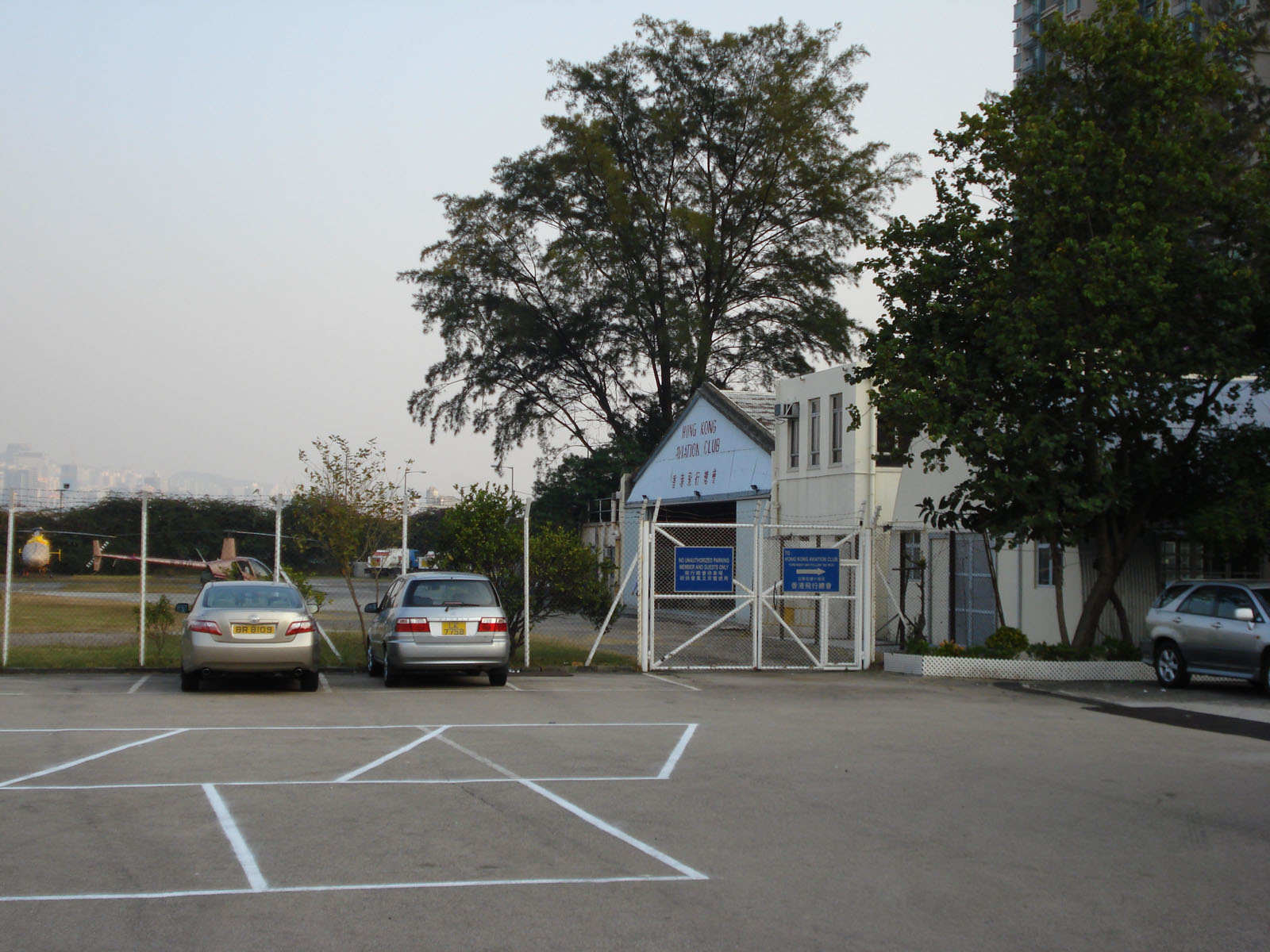
總會會址設於九龍馬頭涌

中國香港飛行總會（英語：Aviation Club of Hong Kong, China）是香港最主要的業餘民間航空組織，其宗旨是推廣業餘飛行運動，為香港唯一一個提供飛行訓練、飛行教官訓練及簽發駕駛執照的組織。中國香港飛行總會前身是遠東飛行學校、香港飛行會及香港航空會三者。會址設於九龍馬頭涌宋皇臺道31號，鄰近前啟德機場。

## 歷史

### 香港飛航會
1920年7月，由香港總商會（Hong Kong Chamber of  Commerce）一夥歐裔為主的商人成立香港飛航會（Hong Kong Aero Club），為香港最早成立的民間飛行組織。當時香港社會風氣保守，加上缺乏英屬香港政府支持，香港飛航會實際上是一個連會址亦欠缺的「紙上」民間飛行組織。

### 香港飛行會
曾經有兩個民間飛行組織使用香港飛行會此名稱。

#### 1920至30年代
適逢1920年代亞洲局勢動盪，香港領空迫切需要人員防衛，在熟悉航空發展的香港總督金文泰牽頭下，香港飛行會（Hong Kong Flying Club）於1929年12月20日成立，擁有首架於香港註冊的愛弗羅（Avro）愛弗安型（Avian）雙翼飛機（註冊編號：VR-HAA）。會址位於啟德濱，會員約50名，辦得有聲有色。不過好景不常，在經歷多次機庫火災、資金不足及糾紛問題後，香港政府決定停止向其贊助，因此香港飛行會於1933年解散。

### 遠東飛行學校
1928年英國皇家空軍退役人員溫福拿（R. Vaughan F）抵達香港於遠東航空公司任職。有鑑於香港飛行會（1929年）的失敗，在加上溫福拿冀望能夠成立一間新的飛行組織，香港政府便有意將香港飛行會的一切器械和資金津貼轉予溫福拿以遠東航空公司開設的子公司——遠東飛行學校。雙方達成共識後，遠東航空公司的子公司遠東飛行學校（Far East Flying School）最終在1933年11月7日成立。

#### 第二次世界大戰前
遠東飛行學校位於啟德機場的西南端，擁有一系列資源配套，包括：教室、機庫、零件庫、工廠以及職員宿舍，五架愛弗羅飛機，教官更由英國禮聘皇家空軍退役人員至香港任教，提供商業飛行執照（CPL）、私人飛行執照（PPL）及航空工程等課程；成功吸納了不少僑居外籍人士、海外華僑和學生赴港留學，甚至連中華民國國民政府也派遣官費學生留學。學校亦給予香港義勇軍航空部隊提供訓練和為香港皇家天文臺收集氣象資料。
1930年代，香港捲入第二次世界大戰之漩渦中，身為空軍退役人員的教官被徵召入伍；1941年末，日軍攻佔香港，遠東飛行學校一切器材被日軍沒收，校址被夷平，為啟德機場的擴建而準備。

#### 香港特別行政區成立後
自1998年啟德機場關閉後，香港飛行總會2003年起以每次為9個月的固定租期，向地政總署租借九龍馬頭涌宋皇臺道31號會址教授理論課及進行飛行訓練。惟地點日後擬作沙中線工程，以及為配合啟德發展計劃，香港民航處要求該會2017年7月9日或以前停止飛行活動。另外，該址前身舊遠東飛行學校被古物諮詢委員會評為三級歷史建築。古物古蹟辦事處就指會適時從文物保育角度，對學校將來用途提供專業意見。民航處在5月18日在區議會會議上，指在與總會商議後，同意該直升機會於2017年7月9日或之前撤離啟德。

### 中國香港飛行總會
由於民航處2015年向啟德區下禁飛令，啟德機場已不能再進行飛行活動，飛行總會會員需要借用石崗軍營機場飛行。2019年10月底，總會向會員發電郵指，軍營跑道需要維修，暫停開放。